# Notoplax
Notoplax är ett släkte av blötdjur. Notoplax ingår i familjen Acanthochitonidae.

## Dottertaxa tillNotoplax, i alfabetisk ordning[1]
- Notoplax acutirostrata
- Notoplax aenigma
- Notoplax alisonae
- Notoplax arabica
- Notoplax ashbyi
- Notoplax aupouria
- Notoplax brookesi
- Notoplax coarctata
- Notoplax conica
- Notoplax costata
- Notoplax crocodilus
- Notoplax cuneata
- Notoplax curiosa
- Notoplax curvisetosa
- Notoplax doederleini
- Notoplax eximia
- Notoplax facilis
- Notoplax formosa
- Notoplax gabrieli
- Notoplax glypta
- Notoplax hilgendorfi
- Notoplax hirta
- Notoplax holosericea
- Notoplax isipingoensis
- Notoplax jaubertensis
- Notoplax kaasi
- Notoplax lancemilnei
- Notoplax latalamina
- Notoplax leuconota
- Notoplax macandrewi
- Notoplax magellanica
- Notoplax mariae
- Notoplax matthewsi
- Notoplax mayi
- Notoplax petasa
- Notoplax porcina
- Notoplax producta
- Notoplax purpurata
- Notoplax pyramidalis
- Notoplax richardi
- Notoplax richeri
- Notoplax rosea
- Notoplax rostellata
- Notoplax rubromaculata
- Notoplax rubrostrata
- Notoplax speciosa
- Notoplax sphenorhyncha
- Notoplax squamopleura
- Notoplax subviridis
- Notoplax tateyamaensis
- Notoplax tridacna
- Notoplax unica
- Notoplax websteri
- Notoplax verconis
- Notoplax wilsoni
- Notoplax violacea